# Sportklub Rapid 2016-2017
Questa voce raccoglie le informazioni riguardanti il Sportklub Rapid  nelle competizioni ufficiali della stagione 2016-2017.

## Stagione
Il Rapid Wien ha terminato la stagione 2015–16 al secondo posto. Pertanto, il Rapid Wien è qualificato per il 3º turno preliminare della competizione Europa League 2016/17. 
Questa è stata la prima stagione del Rapid nell'Allianz Stadion.

## Rosa
Rosa aggiornata al 31 luglio 2016
| N. |                                 | Ruolo | Calciatore             |
| -- | ------------------------------- | ----- | ---------------------- |
| 1  | Slovacchia (bandiera)           | P     | Ján Novota             |
| 3  | Austria (bandiera)              | D     | Christoph Schößwendter |
| 4  | Austria (bandiera)              | D     | Thomas Schrammel       |
| 6  | Austria (bandiera)              | D     | Mario Sonnleitner      |
| 7  | Austria (bandiera)              | C     | Philipp Schobesberger  |
| 8  | Austria (bandiera)              | C     | Stefan Schwab          |
| 9  | Croazia (bandiera)              | A     | Matej Jelić            |
| 10 | Austria (bandiera)              | C     | Louis Schaub           |
| 11 | Germania (bandiera)             | C     | Steffen Hofmann        |
| 15 | Bosnia ed Erzegovina (bandiera) | C     | Srđan Grahovac         |
| 16 | Austria (bandiera)              | C     | Philipp Malicsek       |
| 17 | Austria (bandiera)              | D     | Christopher Dibon      |
| 18 | Ungheria (bandiera)             | C     | Tamás Szántó           |
| 19 | Austria (bandiera)              | C     | Stefan Nutz            |
| 20 | Austria (bandiera)              | D     | Maximilian Hofmann     |

| N. |                    | Ruolo | Calciatore             |
| -- | ------------------ | ----- | ---------------------- |
| 21 | Austria (bandiera) | P     | Tobias Knoflach        |
| 22 | Austria (bandiera) | D     | Mario Pavelić          |
| 23 | Islanda (bandiera) | C     | Arnór Ingvi Traustason |
| 24 | Austria (bandiera) | D     | Stephan Auer           |
| 26 | Croazia (bandiera) | C     | Ivan Močinić           |
| 27 | Austria (bandiera) | C     | Andreas Kuen           |
| 28 | Spagna (bandiera)  | C     | Tomi Correa            |
| 29 | Austria (bandiera) | C     | Thomas Murg            |
| 30 | Austria (bandiera) | P     | Richard Strebinger     |
| 34 | Brasile (bandiera) | A     | Joelinton              |
| 35 | Austria (bandiera) | C     | Albin Gashi            |
| 37 | Austria (bandiera) | P     | Paul Gartler           |
| 39 | Austria (bandiera) | D     | Maximilian Wöber       |
| 99 | Austria (bandiera) | A     | Maximilian Entrup      |